# Bella Union
Bella Union är ett brittiskt independent-skivbolag.

## Artister
| - Aerial - Abe Vigoda - Al Brooker - Alessi's Ark - Andrew Bird - Art of Fighting - The Autumns - Beach House - Bikini Atoll |  | - Bonnevill - Chimes and Bells - The Czars - The Dears - Decoder Ring - Department of Eagles - Departure Lounge - Devics - Dirty Three |  | - Dustin O'Halloran - Explosions in the Sky - Faraway Places - Fionn Regan - Fleet Foxes - Françoiz Breut - Garlic - Gwei-Lo - Howling Bells |  | - I Break Horses - The Kissaway Trail - Jack Dangers - Jetscreamer - John Grant - Josh Martinez - Josh T. Pearson - J. Tillman - Kid Loco |  | - Laura Veirs - Lawrence Arabia - Lift to Experience - Lisa Dewey - Lone Wolf - The Low Anthem - Mandarin - Mazarin - Midlake |  | - Mountain Man - My Latest Novel - Nanaco - Ohbijou - Our Broken Garden - Peter Broderick - Peter von Poehl - Phil Selway - Robert Gomez |  | - Rothko - Russell Mills/Undark - Simon Raymonde - Sing-Sing - Sleeping States - Sneakster - Snowbird - Stephanie Dosen - The Venue - Vetiver - The Walkmen |